# Elefántcsontparti labdarúgó-szövetség
Az elefántcsontparti labdarúgó-szövetség (franciául: Fédération Ivoirienne de Football, rövidítve: FIF) Elefántcsontpart nemzeti labdarúgó-szövetsége. A szervezetet 1960-ban alapították, 1961-ben csatlakozott a Nemzetközi Labdarúgó-szövetséghez, 1960-ban pedig az Afrikai Labdarúgó-szövetséghez. A szövetség szervezi az Elefántcsontparti labdarúgó-bajnokságot. Működteti a férfi valamint a női labdarúgó-válogatottat.